# Platycnemis echigoana
Platycnemis echigoana – gatunek ważki z rodziny pióronogowatych (Platycnemididae). Jest endemitem Japonii, występuje na wyspie Honsiu.